# Glyphothecium pendulum
Glyphothecium pendulum är en bladmossart som beskrevs av Bennard Otto van Zanten 1964. Glyphothecium pendulum ingår i släktet Glyphothecium och familjen Ptychomniaceae. Inga underarter finns listade i Catalogue of Life.